# Maîtrise de l'orgasme
La maîtrise de l'orgasme, souvent appelé par son anglicisme edging, est une pratique sexuelle qui consiste à amener son ou sa partenaire au bord (« edge » en anglais) de l'orgasme et maintenir cet état d'excitation et de plaisir sexuels très élevés (phase préorgasmique) pendant une longue période avant de lui faire atteindre l'orgasme dont l'intensité et la durée se trouvent également amplifiées,. 
L'edging peut également être pratiqué par le partenaire actif en prolongeant lui-même sa propre phase préorgasmique, simultanément par les deux partenaires ou encore de manière solitaire, lors de la masturbation.

## Diverses pratiques
Dans les pratiques sexuelles en couple ou à plusieurs partenaires, il existe plusieurs pratiques tentant de maîtriser l'orgasme, toujours dans le but de maximiser le plaisir ressenti. 
Il peut s'agir, pour un couple, de retarder le déclenchement de l'orgasme chez les deux partenaires ou seulement chez l'un d'eux. L'edging peut se pratiquer en masturbant l'un des deux partenaires, lors d'une fellation, d'une branlette espagnole, d'un cunnilingus mais également lors d'une pénétration vaginale comme dans le cas du coitus reservatus. 
La maîtrise de l'orgasme peut aussi consister en un jeu de stimulation et de frustration, si l'un des partenaires laisse à l'autre la maîtrise de la stimulation érotique, comme c'est le cas dans les pratiques où l'un des partenaires reste volontairement passif, et dans les pratiques de bondage ou de soumission sexuelle.
Dans les pratiques sexuelles en solitaire comme la masturbation, l'edginɡ consiste pour une personne à maîtriser le moment de son propre orgasme en l'approchant, puis en ralentissant la stimulation. Le but est généralement de retarder la survenue de l'orgasme, afin de prolonger le plaisir qui le précède, et d'amplifier les sensations lorsqu'il se produit.
Chez l'homme, la partie autour du pénis qui se découvre sous le prépuce décalotté, appelée bande striée, est la partie la plus sensible à stimuler sexuellement pour pratiquer l'edging, seul ou à plusieurs.

### Déni d'orgasme et pratiques BDSM
Dans les pratiques BDSM, la maîtrise de l'orgasme peut aller soit jusqu'à l'orgasme forcé, soit au contraire jusqu'à l'imposition par un partenaire à l'autre d'une longue période d'abstinence et de frustration qui est appelée le déni d'orgasme.